# Update (SQL)
SQL naredba UPDATE služi za mijenjanje podataka u jednom ili više redaka u tablici. mogu se promijeniti svi redovi ili samo podskup redaka, na temelju uvjeta.
Naredba UPDATE ima sljedeći oblik:
UPDATE ime_tablice SET ime_stupca = vrijednost [, ime_stupca = vrijednost ...] [WHERE uvjet]
Da bi UPDATE bio uspješan, korisnik mora imati odgovarajuća prava (UPDATE privilegije) za tablicu ili stupac, nova vrijednost ne smije narušavati ograničenja (referencijalni integritet, primarni ključevi, unique indeksi, CHECK ograničenja, i NOT NULL ograničenja). 

## Primjeri
Postavi vrijednost stupca C1 u tablici T na 1, samo u onim recima gdje je vrijednost stupca C2 jednaka "a".
```
UPDATE
 
T
 
SET
 
C1
 
=
 
1
 
WHERE
 
C2
 
=
 
'a'

```

Povećaj vrijednost stupca  C1 za 1 ako je vrijednost stupca C2 jednaka "a".
```
UPDATE
 
T
 
SET
 
C1
 
=
 
C1
 
+
 
1
 
WHERE
 
C2
 
=
 
'a'

```

Dadaj string "text" na početak stupca C1  ako je vrijednost stupca C2 jednaka "a".
```
UPDATE
 
T
 
SET
 
C1
 
=
 
'text'
 
||
 
C1
 
WHERE
 
C2
 
=
 
'a'

```

Postavi vrijednost stupca C1 u tablici T1 u 2, samo ako je vrijednost stupca C2 jedna iz podskupa vrijednosti stupca C3 u tablici T2 za koje vrijedi da im je vrijednost stupca C4 jednaka 0. 
```
UPDATE
 
T1
 

SET
    
C1
 
=
 
2
    

WHERE
  
C2
 
IN
 
(
 
SELECT
 
C3

               
FROM
   
T2

               
WHERE
  
C4
 
=
 
0
)

```

Moguće je promijeniti više stupaca jednom naredbom:
```
UPDATE
 
T
 
SET
 
C1
 
=
 
1
,
 
C2
 
=
 
2

```

Složeni uvjeti i JOIN-i su također dozvoljeni:
```
UPDATE
 
T
 
SET
 
A
 
=
 
1
 
WHERE
 
C1
 
=
 
1
 
AND
 
C2
 
=
 
2

```

```
UPDATE
 
a

SET
 
a
.[
updated_column
]
 
=
 
updatevalue

FROM
 
articles
 
a
 

JOIN
 
classification
 
c
 

ON
 
a
.
articleID
 
=
 
c
.
articleID
 

WHERE
 
c
.
classID
 
=
 
1

```